# Diego Flores (Schachspieler)
Diego Flores (* 18. Dezember 1982 in Las Palmas de Gran Canaria) ist ein argentinischer Schachspieler.
Im Jahr 1998 wurde Diego Zweiter bei der Jugendweltmeisterschaft in Oropesa del Mar hinter Ibragim Khamrakulov in der Altersklasse U16.
Die argentinische Einzelmeisterschaft konnte er sechsmal gewinnen: 2005, 2009, 2012, 2016, 2017 und 2019. Er spielte für Argentinien bei sieben Schacholympiaden: 2006 bis 2018. Im Jahr 2009 nahm er an der panamerikanischen Meisterschaft teil.
Im Schach-Weltpokal 2005 schied er in der ersten Runde gegen Teymur Rəcəbov aus. Beim Schach-Weltpokal 2007 scheiterte er in der ersten Runde an Laurent Fressinet, ebenso beim Schach-Weltpokal 2009 an Alexander Onischuk, beim Schach-Weltpokal 2013 an Francisco Vallejo Pons, beim Schach-Weltpokal 2017 in Tiflis an Bu Xiangzhi und beim Schach-Weltpokal 2019 in Chanty-Mansijsk an Gawain Jones.
In Spanien spielte er für den SCC Sabadell.
| Hier fehlt eine Grafik, die leider im Moment aus technischen Gründen nicht angezeigt werden kann. Wir arbeiten daran! |